# Stukie The Dog
Stukie The Dog é uma múmia de um cachorro que foi encontrado na cidade de Waycroos na Geórgia,por lenhadores americanos em 1980 que cortavam uma castanheira que os lenhadores acabou de encontrar na árvore um filhote de um cão de caça morto dentro da árvore em 1960 quando o cachorro tava caçando um guaxinim ou um esquilo e o cachorro acabou ficar preso na árvore e o cão acabou de ficar latindo demais para sobreviver e ninguém resgatou e acabou ficando morrendo na árvore por 20 anos até que um museu de florestas chamado Southern Forest World que acabou de comprar esse animal

### A morte
o cachorro não virou um esqueleto por causa de um material chamado taninos, é usado para a taxdermia usado para amarzenar animais empalhados por caçadores humanos